# Tobias Sammet

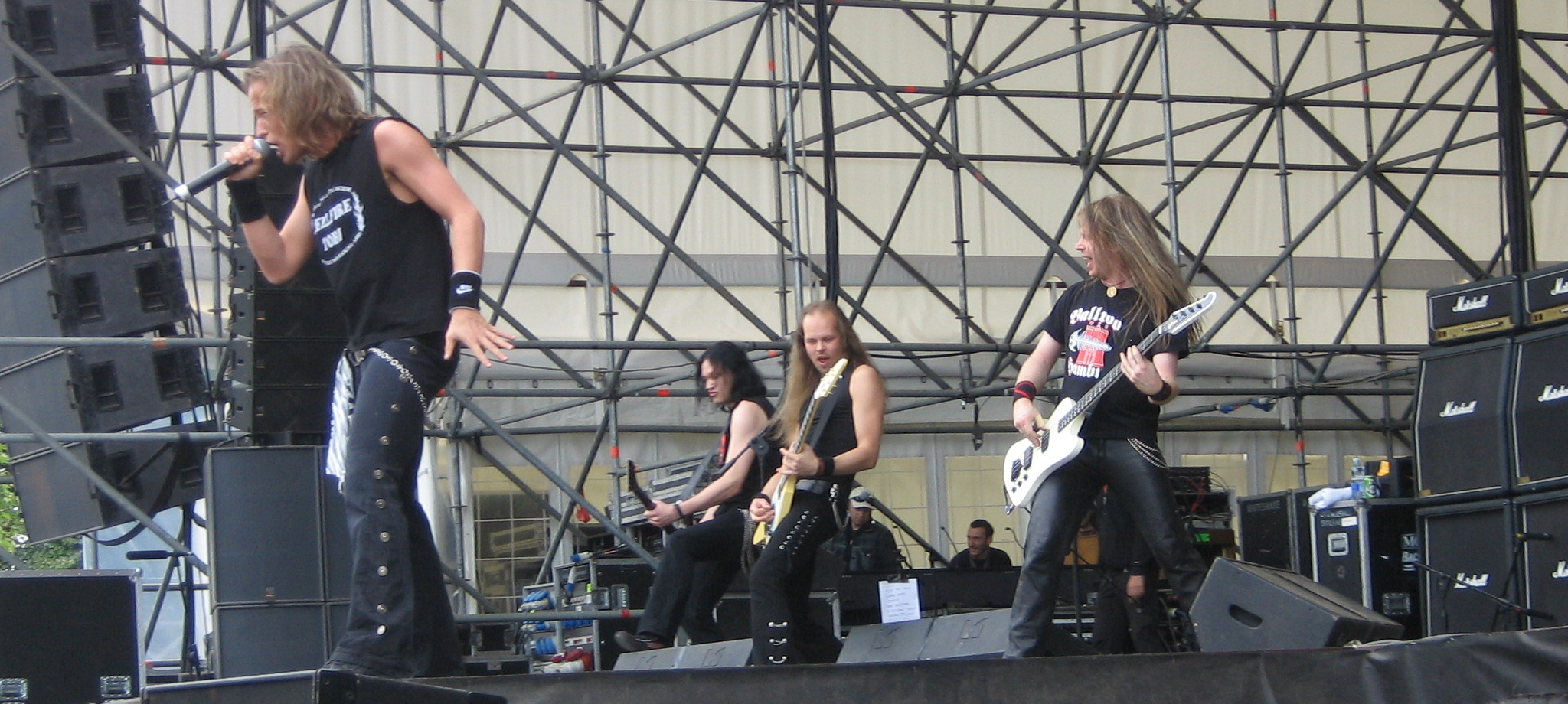
Med Edguy vid festivalen Gods of Metal 2006

Tobias Sammet, född 21 november 1977 i Fulda, Tyskland, är en tysk musiker och sångare i power metal-bandet Edguy. Vid sju års ålder lärde sig Sammet att spela orgel och startade i februari 1992 bandet Edguy.

## Avantasia
Förutom karriären i Edguy har Sammet slagit igenom som både soloartist och grundare av all star-projektet "Tobias Sammet's Avantasia" 1999. Förutom de två albumen "Avantasia – The Metal Opera part 1 & 2" åren 2001 och 2002 har Avantasia bland annat släppt dubbelskivorna "Angel of Babylon" och "The Wicked Symphony" våren 2010.

## Diskografi

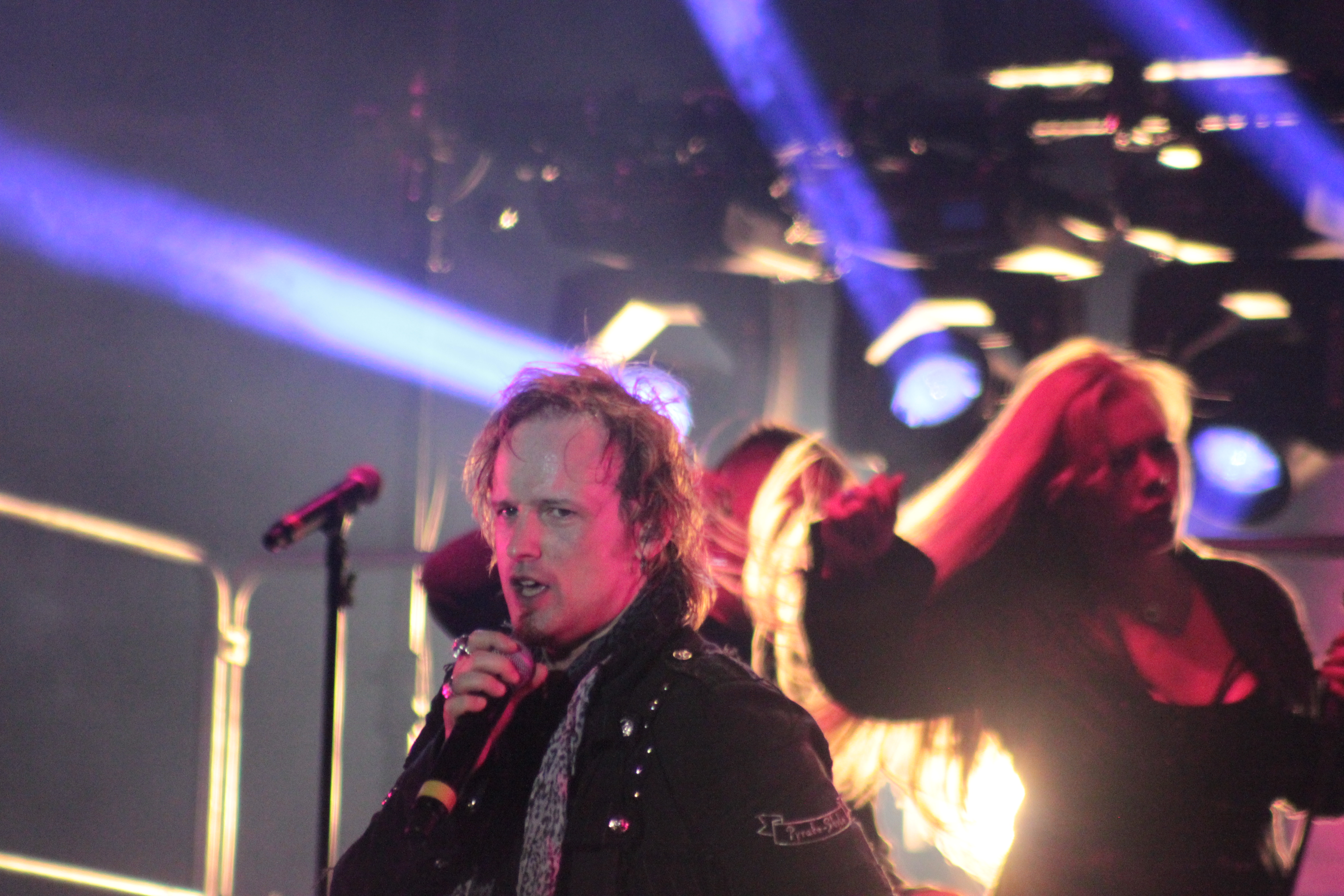
Tobias Sammet 2013

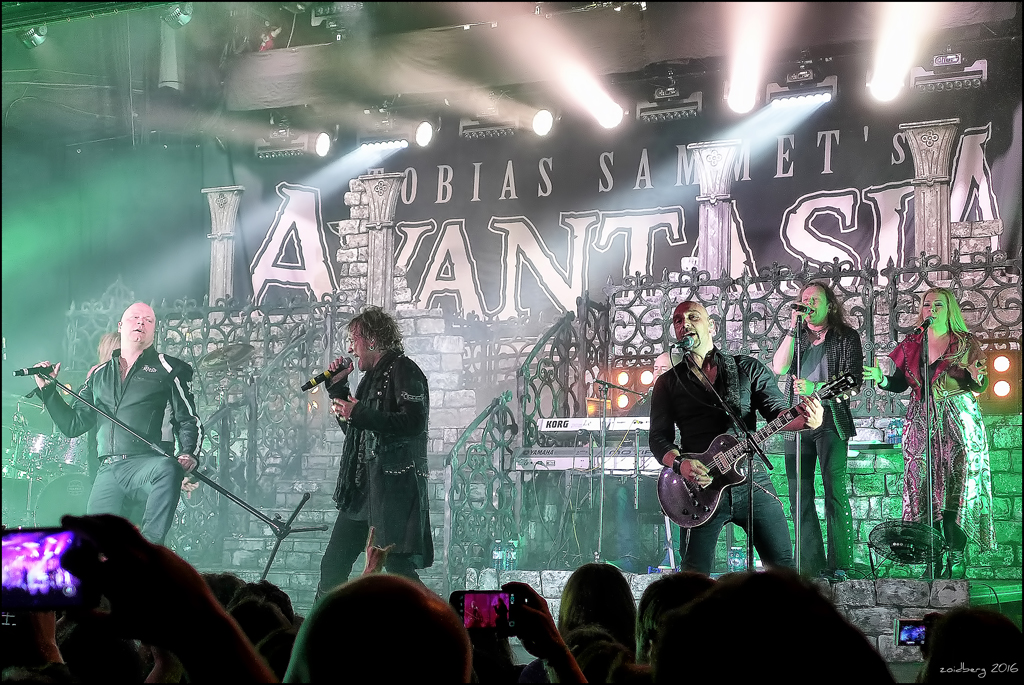
Tobias Sammet und Avantasia 2016

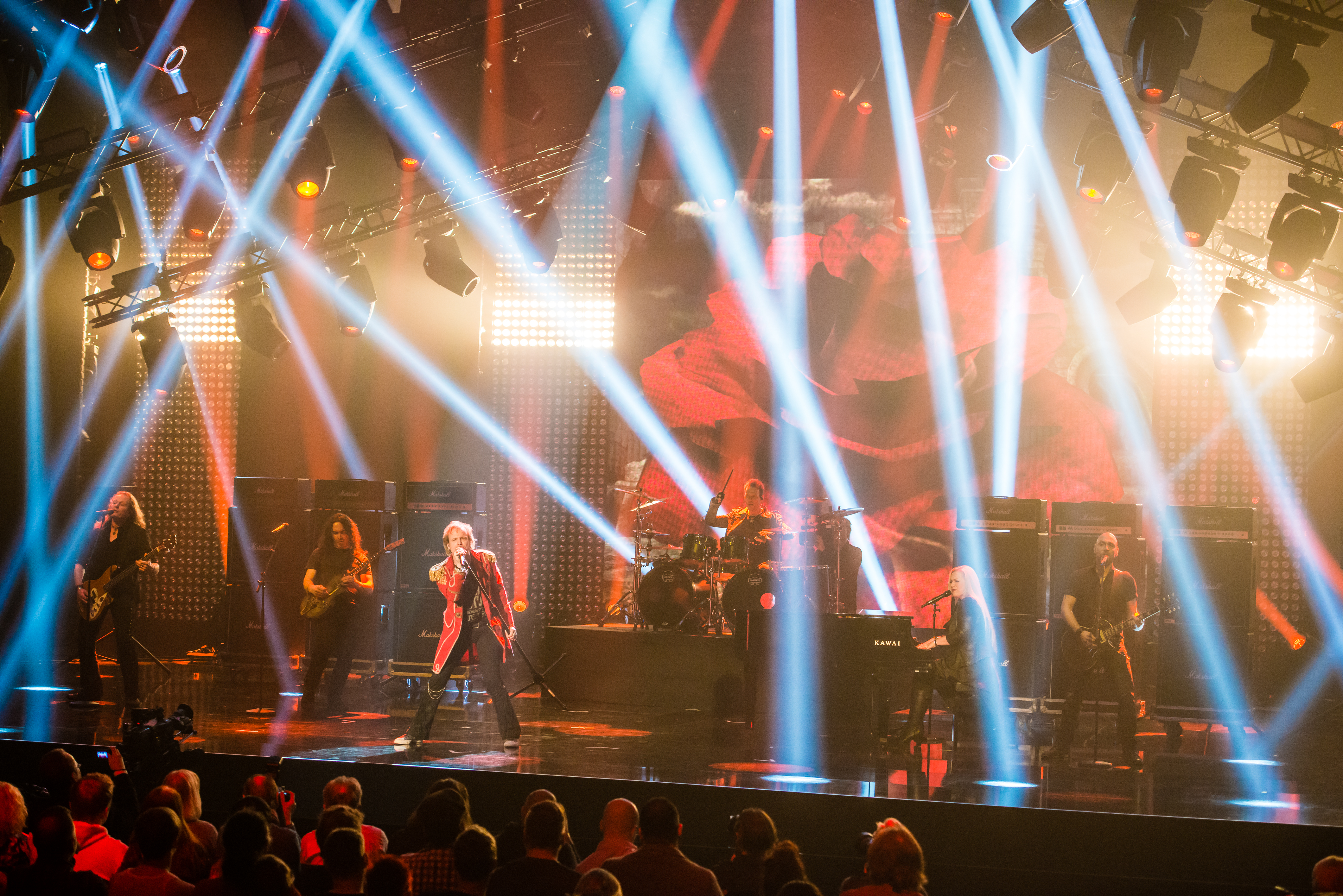
Tobias Sammet und Avantasia beim deutschen Vorausscheid zum ESC 2016

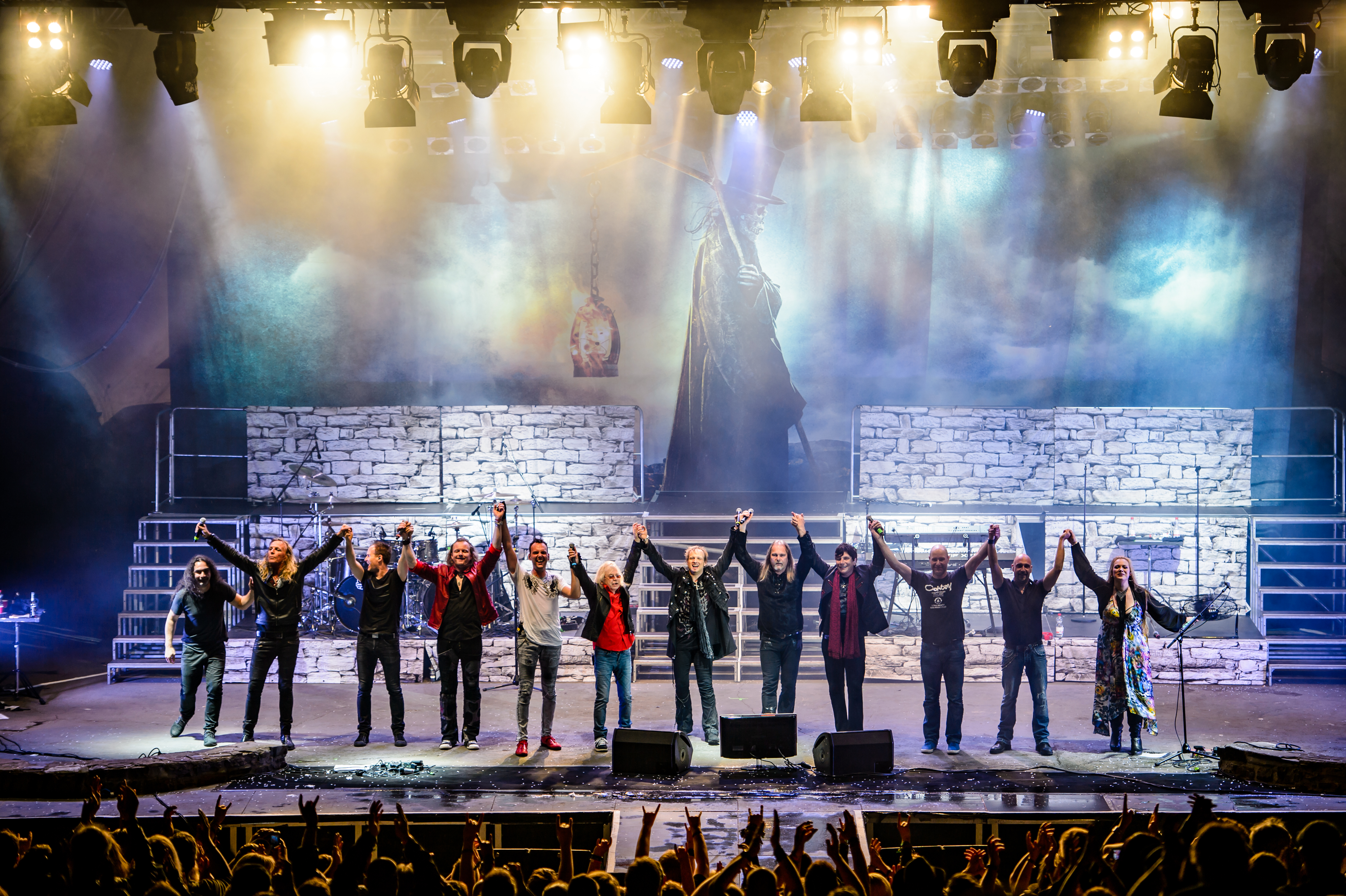
Tobias Sammet mit Avantasia 2017

### Med Edguy
En detaljerad diskografi finns i artikeln Edguy.
- 1994 - Evil Minded (demo)
- 1994 - Children of Steel (demo)
- 1995 - Savage Poetry (demo)
- 1997 - Kingdom of Madness
- 1998 - Vain Glory Opera
- 1999 - Theater of Salvation
- 2000 - The Savage Poetry
  - 2001 - Painting on the Wall (singel)
- 2001 - Mandrake
- 2003 - Burning Down the Opera (live)
- 2004 - Hall of Flames (samling) 
  - 2004 - King of Fools (EP)
- 2004 - Hellfire Club
  - 2004 - Lavatory Love Machine (singel)
  - 2005 - Superheroes (EP)
- 2006 - Rocket Ride
- 2008 - Tinnitus Sanctus
- 2011 - Age of the Joker
- 2014 - Space Police: Defenders of the Crown
- 2017 - Monuments

### Med Avantasia
En detaljerad diskografi finns i artikeln Avantasia.
- 2001 - The Metal Opera
- 2002 - The Metal Opera Part II
- 2007 - Lost in Space Part I (EP)
- 2007 - Lost in Space Part II (EP)
- 2008 - The Scarecrow
- 2008 - The Metal Opera: Pt 1 & 2 - Gold Edition
- 2008 - Lost in Space: Pt 1 & 2
- 2010 - The Wicked Symphony
- 2010 - Angel of Babylon
- 2013 - The Mystery of Time
- 2016 - Ghostlights
- 2019 - Moonglow[1][2]
- 2022 - A Paranormal Evening with the Moonflower Society